# Infiniti Pro Series 2005

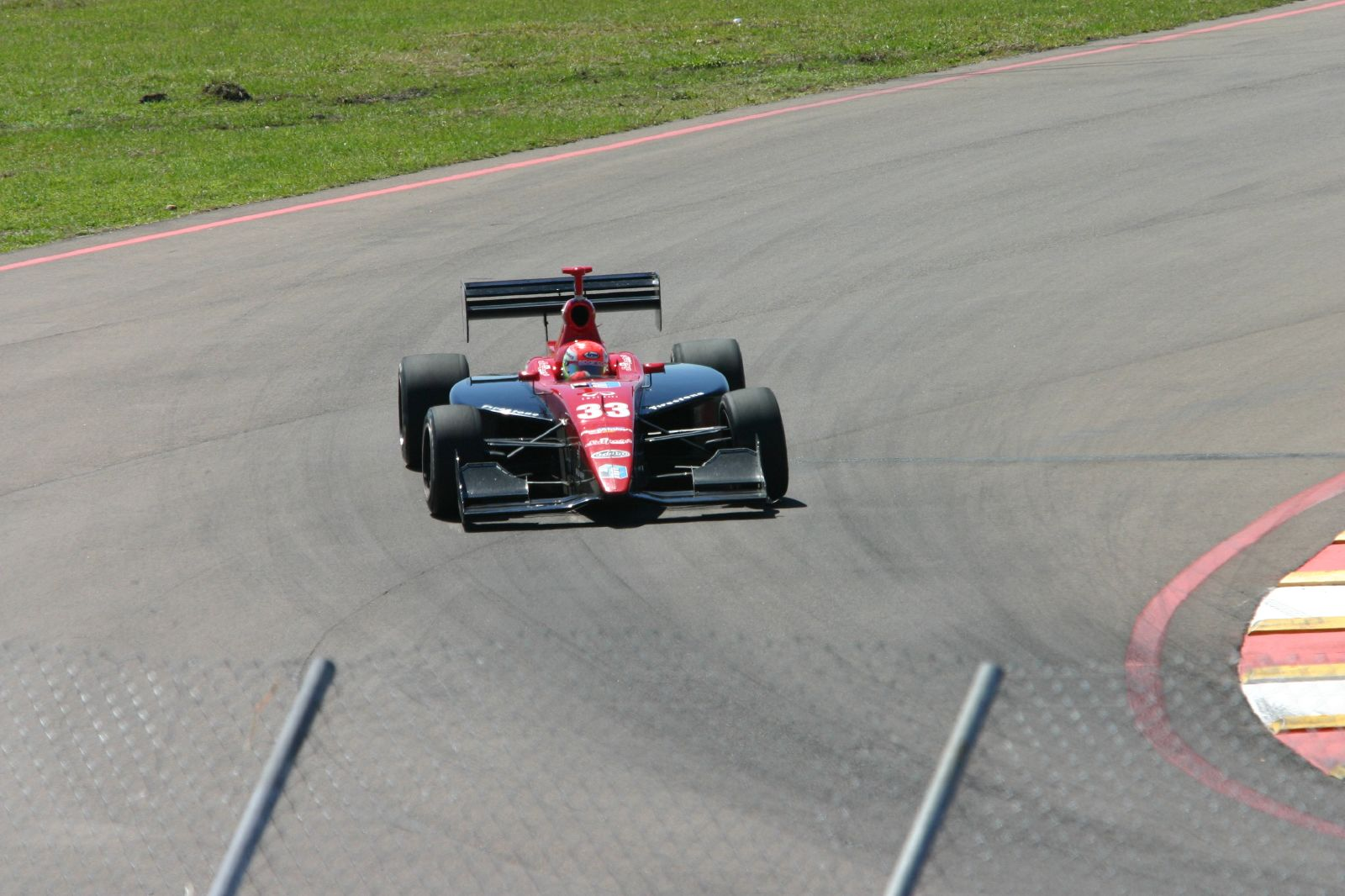
Le champion Wade Cunningham à St. Petersburg

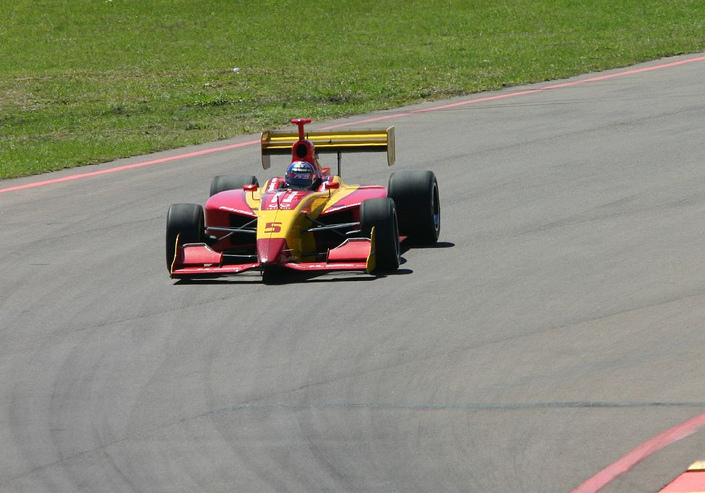
Arie Luyendyk Jr.

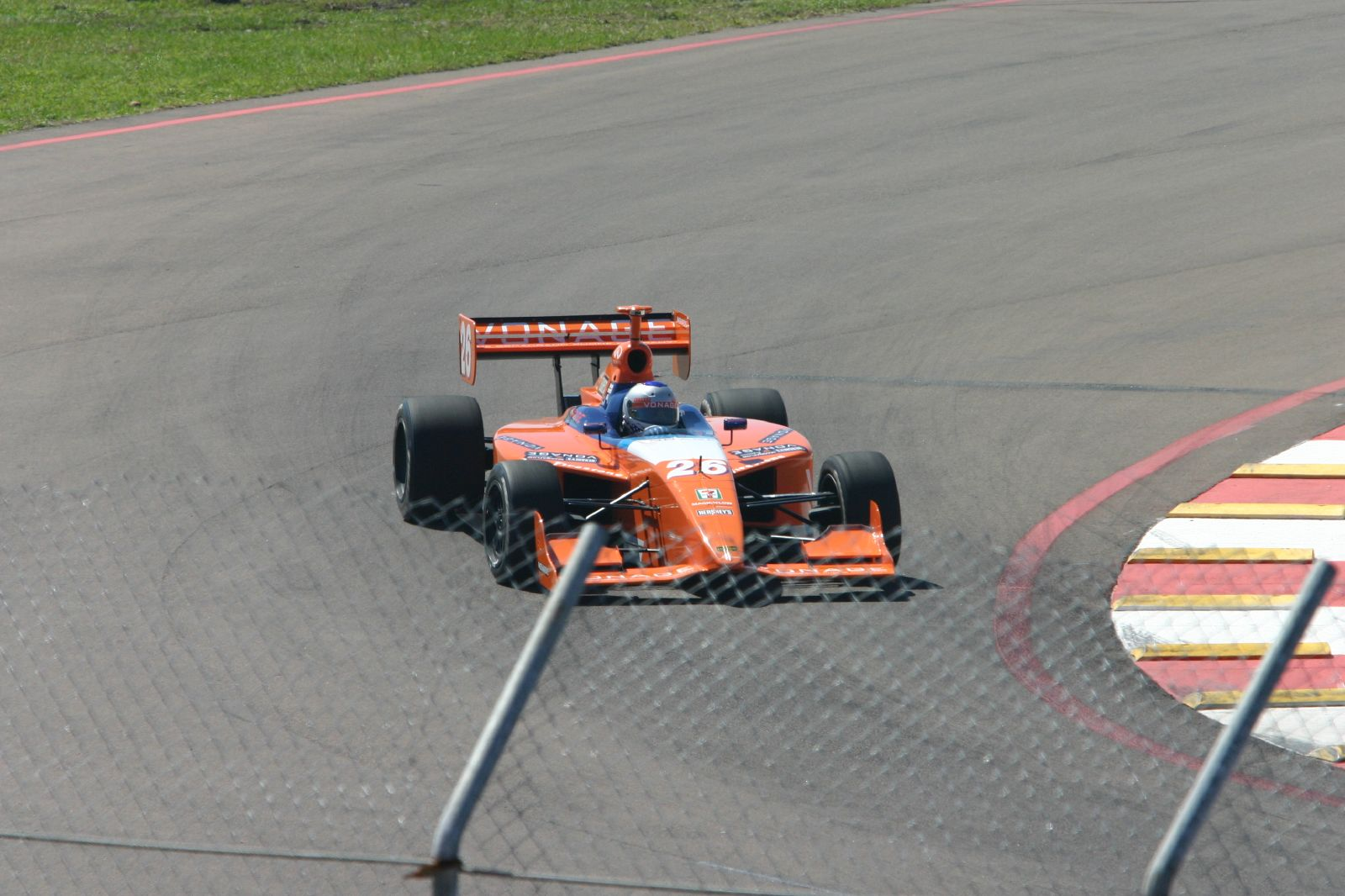
Marco Andretti

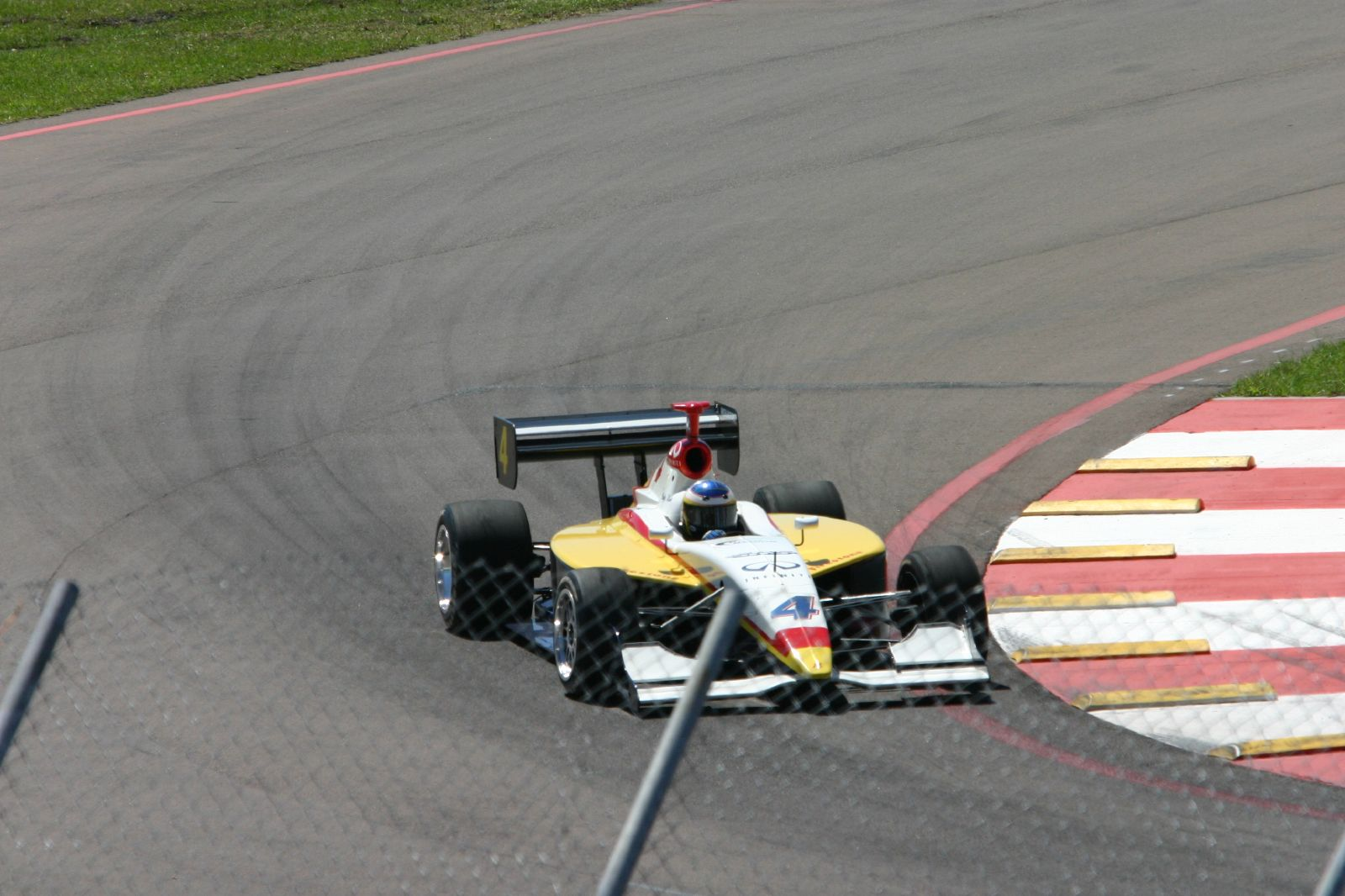
Marty Roth

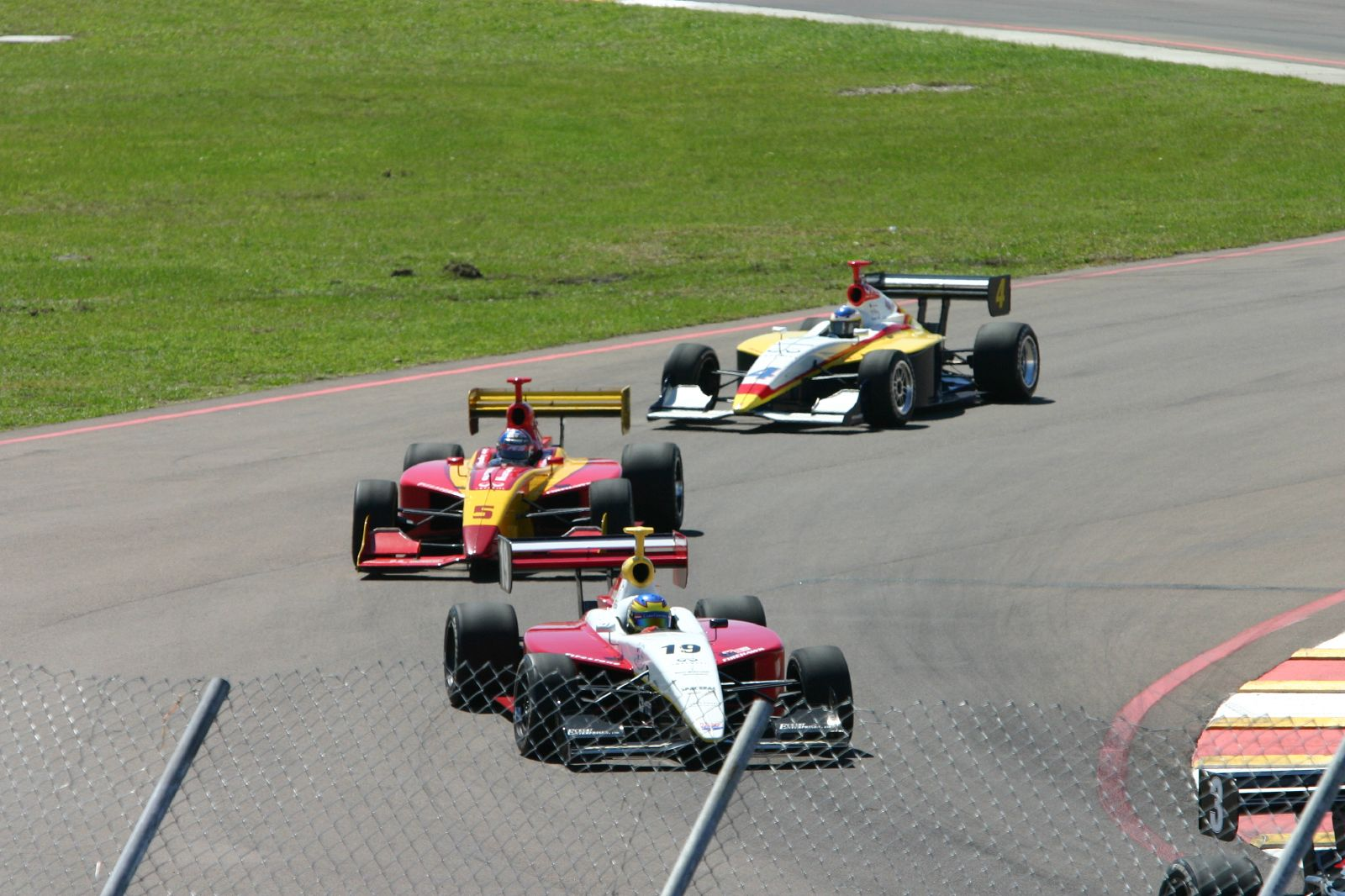
Festa, Luyendyk et Roth

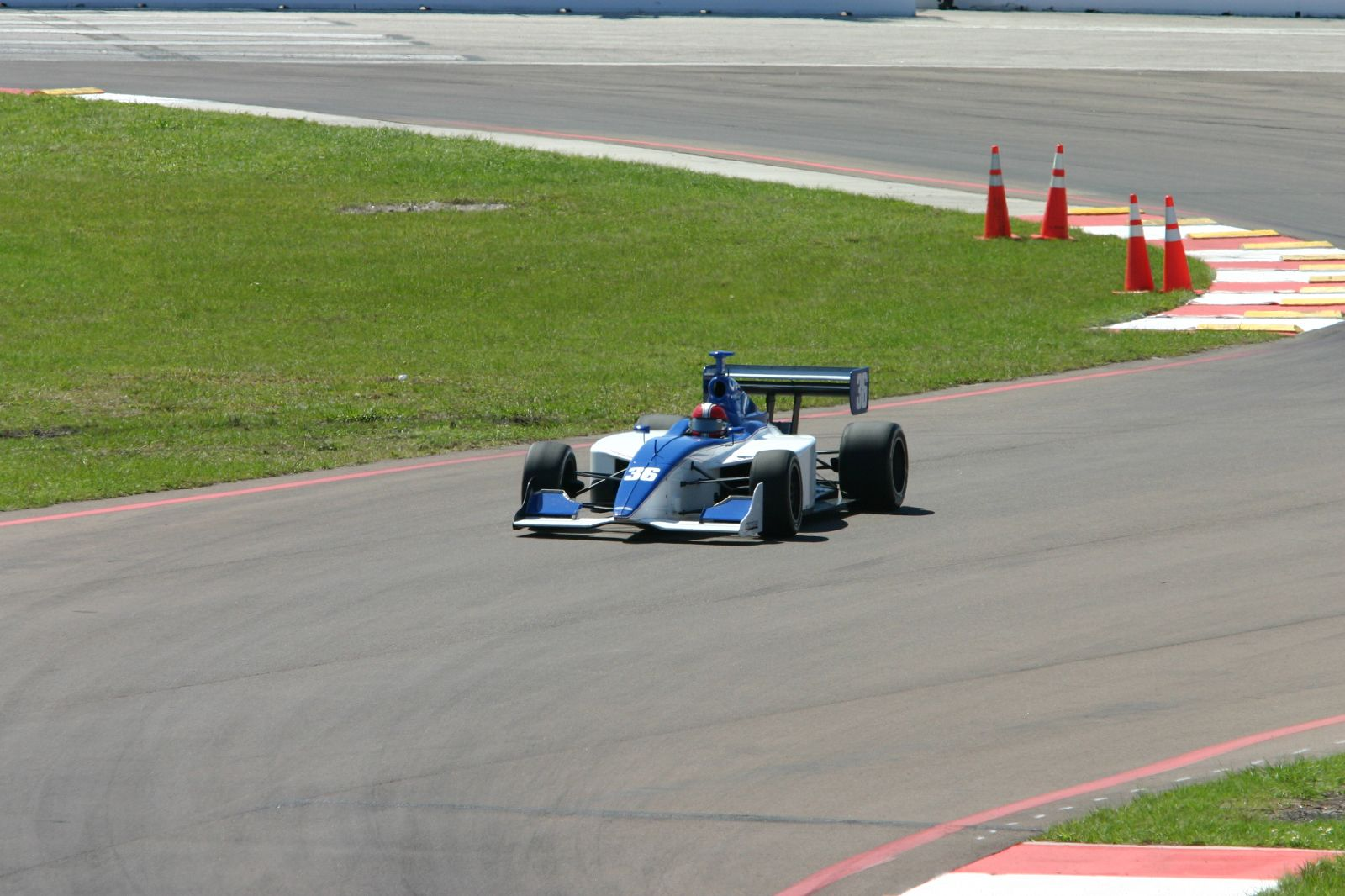
P. J. Chesson

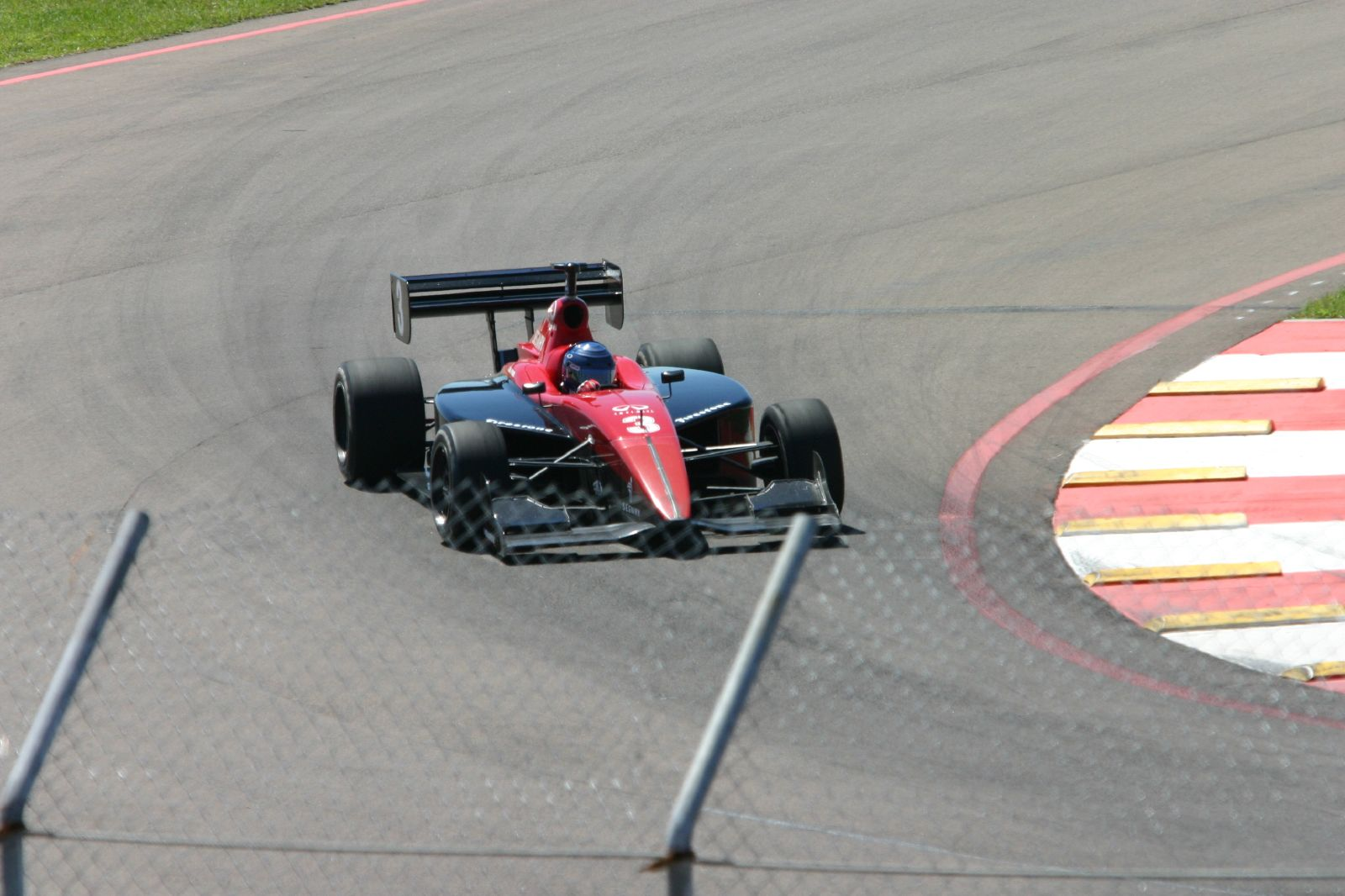
Al Unser III

Le championnat d'Infiniti Pro Series 2005 a été remporté par le pilote néo-zélandais Wade Cunningham sur une monoplace de l'écurie Brian Stewart Racing.

## Règlement
- Tous les pilotes sur Dallara-Infiniti

## Courses de la saison 2005
| Date         | Lieu              | Vainqueur         | Nationalité      | Écurie                  |
| ------------ | ----------------- | ----------------- | ---------------- | ----------------------- |
| 6 mars       | Miami             | Travis Gregg      | États-Unis       | Sam Schmidt Motorsports |
| 19 mars      | Phoenix           | Jon Herb          | États-Unis       | Racing Professionals    |
| 3 avril      | St. Petersburg    | Marco Andretti    | États-Unis       | Andretti Green Racing   |
| 27 mai       | Indianapolis      | Jaime Camara      | Brésil           | Sam Schmidt Motorsport  |
| 11 juin      | Fort Worth        | Travis Gregg      | États-Unis       | Sam Schmidt Motorsport  |
| 18 juin      | Indianapolis (F1) | Marco Andretti    | États-Unis       | Andretti Green Racing   |
| 16 juillet   | Nashville         | Jaime Camara      | Brésil           | Sam Schmidt Motorsports |
| 24 juillet   | Milwaukee         | Jeff Simmons (en) | États-Unis       | Team ISI                |
| 13 août      | Kentucky          | Travis Gregg      | États-Unis       | Sam Schmidt Motorsports |
| 21 août      | Pikes Peak        | Jeff Simmons (en) | États-Unis       | Team ISI                |
| 28 août      | Sonoma            | Marco Andretti    | États-Unis       | Andretti Green Racing   |
| 11 septembre | Chicagoland       | Jeff Simmons (en) | États-Unis       | Team ISI                |
| 25 septembre | Watkins Glen      | Jeff Simmons (en) | États-Unis       | Team ISI                |
| 16 octobre   | Californie        | Wade Cunningham   | Nouvelle-Zélande | Brian Stewart Racing    |

## Classement des pilotes
| Classement | Pilote            | Pays             | Écurie                        | Nombre de points |
| ---------- | ----------------- | ---------------- | ----------------------------- | ---------------- |
| 1er        | Wade Cunningham   | Nouvelle-Zélande | Brian Stewart Racing          | 519              |
| 2e         | Jeff Simmons (en) | États-Unis       | Team ISI                      | 474              |
| 3e         | Travis Gregg      | États-Unis       | Sam Schmidt Motorsports       | 462              |
| 4e         | Nick Bussell      | États-Unis       | West Motorsports              | 430              |
| 5e         | Jaime Camara      | Brésil           | Sam Schmidt Motorsports       | 403              |
| 6e         | Chris Festa       | États-Unis       | Sam Schmidt Motorsports       | 387              |
| 7e         | Jon Herb          | États-Unis       | Racing Professionals          | 364              |
| 8e         | Marty Roth        | Canada           | Roth Racing                   | 355              |
| 9e         | Jay Drake         | États-Unis       | Vision Racing                 | 341              |
| 10e        | Marco Andretti    | États-Unis       | Andretti Green Racing         | 250              |
| 11e        | Arie Luyendyk Jr. | Pays-Bas         | Sam Schmidt Motorsports       | 228              |
| 12e        | Al Unser III      | États-Unis       | Keith Duesenberg Racing       | 106              |
| 13e        | Mishael Abbott    | États-Unis       | Hemelgarn Racing              | 83               |
| 14e        | Bobby Wilson      | États-Unis       | Brian Stewart Racing          | 82               |
| 15e        | Scott Mayer       | États-Unis       | Sam Schmidt Motorsports       | 80               |
| 16e        | Tom Wood          | Canada           | Sam Schmidt Motorsports       | 68               |
| 17e        | P. J. Chesson     | États-Unis       | Mo Nunn Racing                | 61               |
| 18e        | P. J. Abbott      | États-Unis       | Sam Schmidt Motorsports       | 43               |
| 19e        | Taylor Fletcher   | États-Unis       | Bullet-Team Motorsports       | 41               |
| 20e        | Larry Connor      | États-Unis       | Genoa Racing                  | 40               |
| 21e        | Scott Mansell     | Royaume-Uni      | Dave McMillan Racing          | 36               |
| 22e        | Phil Giebler      | États-Unis       | Vision Racing                 | 28               |
| 23e        | Sarah McCune      | États-Unis       | Sam Schmidt Motorsports       | 23               |
| 24e        | Jerry Coons Jr.   | États-Unis       | Hemelgarn Johnson Motorsports | 22               |
| 25e        | Germán Quiroga    | Mexique          | Hardley Racing                | 20               |
| 26e        | Ed Carpenter      | États-Unis       | Vision Racing                 | 19               |
| 27e        | Rocco DeSimone    | États-Unis       | Sam Schmidt Motorsports       | 17               |
| 28e        | Geoff Dodge       | États-Unis       | AFS Racing                    | 16               |
| 29e        | Imran Husain      | Inde             | Genoa Racing                  | 16               |
| 30e        | G. J. Mennen      | États-Unis       | Automatic Fire Sprinklers     | 15               |
| 31e        | Rocky Moran Jr.   | États-Unis       | AFS Racing                    | 13               |
| 32e        | Cole Carter       | États-Unis       | American Revolution Racing    | 13               |